# Ryszard Stankiewicz
Ryszard Stankiewicz (łot. Rišards Stankevičs; ur. 5 marca 1963 w Dyneburgu) – łotewski inżynier elektronik narodowości polskiej, wieloletni działacz polonijny, redaktor naczelny „Polaka na Łotwie”, w latach 2012–2023 prezes Związku Polaków na Łotwie.

## Życiorys
Pochodzi z osiadłej od wielu pokoleń w Inflantach Polskich rodziny polskiej. W latach 1980–1985 studiował elektronikę na Ryskim Uniwersytecie Politechnicznym. Po studiach pracował w różnych zakładach jako elektronik – specjalista numerycznego sterowania maszyn.
Od 2002 jest prezesem dyneburskiego oddziału Związku Polaków na Łotwie „Promień”. 17 marca 2012 roku na zjeździe sprawozdawczo-wyborczym organizacji w Jēkabpils został wybrany prezesem ogólnołotewskiego ZPŁ, zastępując na tym stanowisku Wandę Krukowską. Funkcję sprawował do wiosny 2023, jego następcą został Pēteris Dzalbe. Sam Stankiewicz wszedł tymczasem w skład nowego zarządu jako wiceprezes. 
Od 2013 stoi na czele redakcji polonijnego czasopisma Polak na Łotwie. Na VIII zjeździe Federacji Polskich Mediów na Wschodzie we wrześniu 2021 został wybrany prezesem tej organizacji. Funkcję sprawował do jesieni 2022, gdy objął ją wilnianin Rajmund Klonowski. Stankiewicz pozostał jednak członkiem zarządu federacji. 
Jest krewnym arcybiskupa Zbigniewa Stankiewicza. Żoną Ryszarda Stankiewicza jest Żanna Stankiewicz, również działaczka polonijna, dyrektor Centrum Kultury Polskiej w Dyneburgu.

## Odznaczenia
- Krzyż Oficerski Orderu Zasługi Rzeczypospolitej Polskiej (Polska, 2023)[7][8]
- Krzyż  Kawalerski Orderu Zasługi Rzeczypospolitej Polskiej (Polska, 2018)[9]
- Złoty Krzyż Zasługi (Polska, 2006)[10]